# 4446 Carolyn
4446 Carolyn (1985 TT) là một tiểu hành tinh nằm phía ngoài của vành đai chính được phát hiện ngày 15 tháng 10 năm 1985 bởi Ted Bowell ở Flagstaff. Nó được đặt theo tên nhà thiên văn học Carolyn S. Shoemaker.